# Praxisklasse
Die Praxisklasse (oder P-Klasse in Bayern) ist ein Modell der Förderung von Schülern der Hauptschule mit großen Lern- und Leistungsrückständen. Diese Schüler sollen durch eine spezifische Förderung zu einer positiven Lern- und Arbeitshaltung geführt und durch die Kooperation mit Betrieben in Form von Praktika in das Berufsleben begleitet werden.

## Zielgruppe
Grundsätzlich sind in der Praxisklasse Schüler, die in ihrem 9. oder 8. Schulbesuchsjahr sind und durch eine spezifische Förderung mit hohen berufsbezogenen Praxisanteilen zu einer positiven Lern- und Arbeitshaltung geführt werden können. 
Der Besuch der Praxisklasse ist freiwillig und bedarf der Zustimmung der Erziehungsberechtigten. Grundvoraussetzung ist ein deutlicher Wille und Interesse des Schülers und des Elternhauses die schulischen Leistungen zu verbessern. Reine Schulverweigerer ohne positive Ansätze und ohne Bereitschaft zur Veränderung werden nicht aufgenommen bzw. werden wieder aus der Praxisklasse verwiesen. Dies gilt vor allem für erziehungsschwierige Schüler.

### Praxisklasse 9 (P 9)
- Zielgruppe: Schüler, die ihr 8. Schulbesuchsjahr vollendet haben.
- Dauer: 1 Schuljahr
- Im Schuljahr 2005/2006 waren bayernweit 95 Praxisklassen eingerichtet.

### Praxisklasse 8 (P 8)
- Zielgruppe: Schüler, die ihr 7. Schulbesuchsjahr vollendet haben.
- Dauer: 2 Schuljahre
- Derzeit sind in Bayern etwa zehn P8-Klassen eingerichtet.

## Ziele
Ziel ist es, die Schüler in Kooperation mit außerschulischen Partnern und durch einen auf die Leistungsmöglichkeiten dieser Schüler abgestimmten Unterricht
- in ihrer Persönlichkeitsentwicklung zu stabilisieren,
- die größten Defizite im Bereich der Kulturtechniken zu beheben,
- Grundwissen und Grundfertigkeiten vor allem in Deutsch und Mathematik festigen.

Ziel ist es außerdem, ihnen zu helfen,
- dass sie in die Berufsausbildung gelangen und
- dass sie durch den freiwilligen Besuch der Jahrgangsstufe 9 oder auf anderen Wegen nachträglich den Hauptschulabschluss erreichen.

### Perspektiven
Nach Auskunft des bayerischen Kultusministers Siegfried Schneider bekamen im ersten Jahr nach dem Besuch der Praxisklasse 30 % der Absolventen einen Ausbildungsplatz. Im zweiten Jahr nach dem Besuch waren es bereits 50 % der Schüler.
Der Freistaat hat jedoch eine weitere Finanzierung für bereits bestehende Praxisklassen bewilligt.
Quelle: Bayerisches Fernsehen; "Jetzt red i - extra"; 9. August 2006